# Susanna Haapoja
Aino Maria Susanna Haapoja (* 13. November 1966 in Kauhava; † 30. Mai 2009 in Tampere) war eine finnische Politikerin und gehörte vom 19. März 2003 bis zu ihrem Tod dem finnischen Parlament an.
Haapoja wurde 2003 für die Zentrumspartei in das Parlament gewählt. Bei den Wahlen 2007 konnte sie ihren Sitz verteidigen. Neben ihrer Tätigkeit als Abgeordnete gehörte sie auch dem Stadtrat ihrer Geburtsstadt Kauhava an.
Nach Parteiangaben erlitt sie am 29. Mai 2009 eine Intrazerebrale Blutung, an der sie am folgenden Tag in der Tampere Universitätsklinik starb. Susanna Haapoja war die Tochter des finnischen Schauspielers Kalevi Haapoja.